# Athyrium flexile
Athyrium flexile  (лат.) — вид папоротников из рода Кочедыжник (Athyrium) семейства Щитовниковые (Dryopteridaceae).

## Ареал и среда обитания
Данный папоротник является эндемиком Шотландии, найден всего в четырёх местах Северо-Шотландского нагорья. Обычно встречается на различных возвышенностях выше 750 метров и растёт на осыпях из таких пород, как кварцит и гранит.
Данный вид достаточно морозоустойчив, снежный покров защищает его от мороза.

## Систематика
Некоторые учёные полагают, что Athyrium flexile не отдельный вид, а разновидность Athyrium distentifolium — Athyrium distentifolium var flexile. 
Считается уязвимым их-за ограниченного ареала, так как более чем 75 % популяции находится в горах Кейрнгормс.